# Senalveolina
Senalveolina es un género de foraminífero bentónico de la familia Alveolinidae, de la superfamilia Alveolinoidea, del suborden Miliolina y del orden Miliolida. Su especie tipo es Senalveolina aubouini. Su rango cronoestratigráfico abarca el Campaniense inferior (Cretácico superior).

## Clasificación
Senalveolina incluye a la siguiente especie:
- Senalveolina aubouini †